# Cometa caja

Esquema de una cometa caja

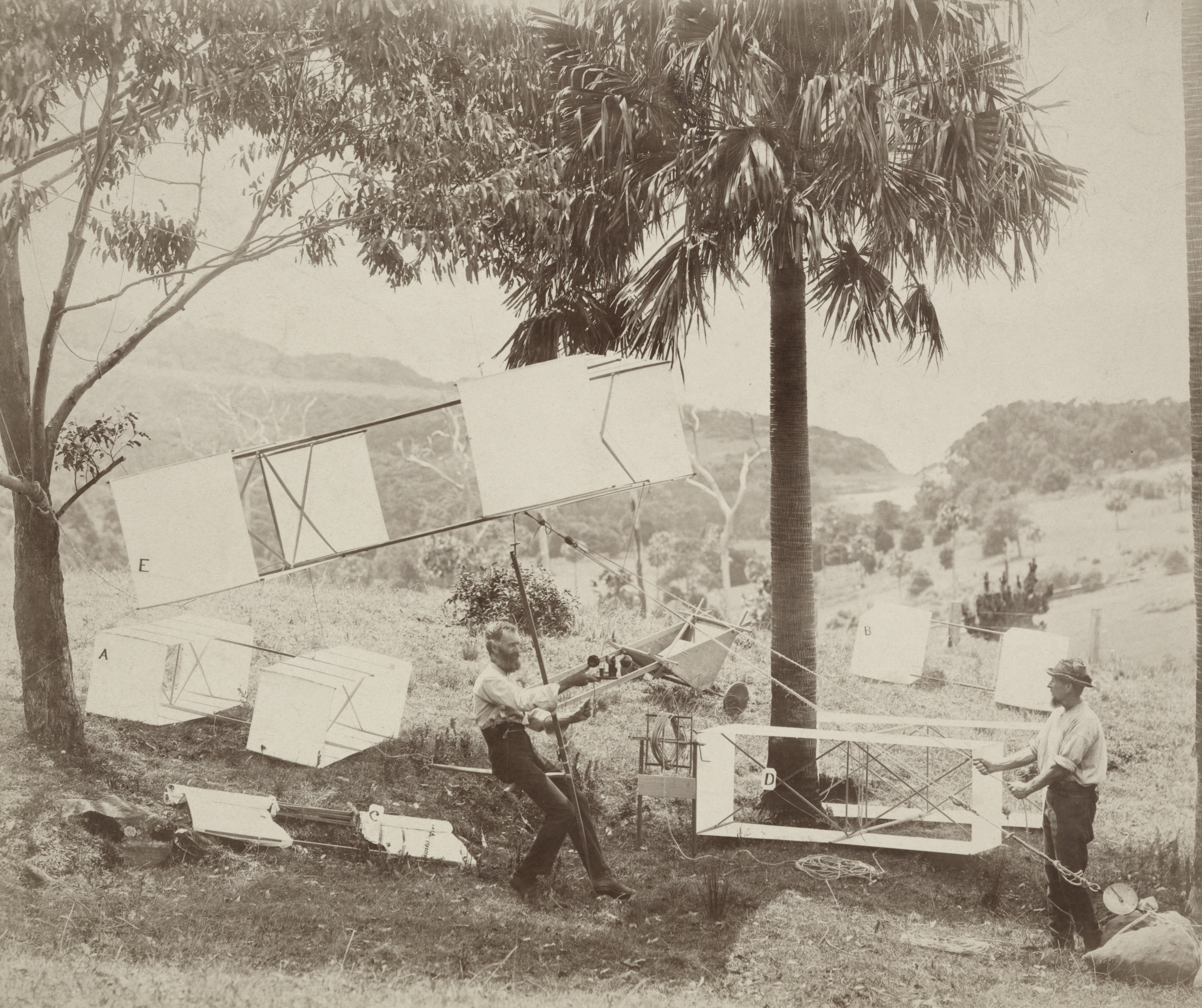
Hargrave (Izquierda) y Swain en una demostración de la cometa caja Hargrave, en noviembre de 1894. Nótese el sistema ingeniado por Hargrave para tensar la tela que recubre el armazón. Una cometa plegada, enrollada para su transporte, yace sobre el suelo.

Una cometa caja es un tipo de cometa de alto rendimiento, caracterizado por desarrollar un poder de sustentación relativamente alto. Es un tipo particular dentro de la familia de las cometas celulares.

## Descripción
El diseño típico de una cometa caja tiene cuatro puntales paralelos, las aristas laterales de un prisma de base cuadrada. La caja se rigidiza mediante otros dos puntales (o tirantes) diagonales cruzados. Incluye dos velas o cintas; el ancho de cada una abarca alrededor de un cuarto de la longitud total de la caja. Las dos velas envuelven por fuera los dos extremos de la caja, dejando las bases y el centro del armazón prismático de la cometa abiertos. En vuelo, los dos extremos de uno cualquiera de los cuatro puntales se utilizan para atar la cometa. Los diedros de las velas proporcionan estabilidad a la cometa.

## Historia
La cometa caja fue inventada en 1893 por Lawrence Hargrave, un británico emigrado a Australia, cuando estaba intentando desarrollar una máquina de vuelo tripulada. Hargrave enlazó muchas de sus cometas caja (células de Hargrave) juntas, creando una fuerza ascensional suficiente como para poder remontarse hasta unos 5 m de altura.
Un desarrollo alado posterior de esta cometa es conocido como Cody kite, ideado por Samuel Franklin Cody.
Durante la Segunda Guerra Mundial se utilizaron en combinación con un emisor radiofónico como parte del equipo de rescate de los pilotos incluido en los botes de salvamento.

## Desarrollo
Las cometas caja de gran tamaño se construyen como cometas celulares. En vez de una sola caja, hay muchas, cada una con su propio conjunto de velas.
La mayoría de los registros de altitud de vuelo de cometas se han conseguido con cometas caja grandes, construidas con velas de Dacron, y volando con cables del tipo Spectra. Antes de que estuviesen disponibles los materiales actuales de alto rendimiento (como el Dacron, los cables de Spectra, y el Kevlar) en las cometas caja se utilizaban velas de seda impregnadas de aceite, de lino o de cáñamo, y se volaban con cables de acero. La seda, el lino y el cáñamo eran utilizados porque con ellos se podían hilar tejidos más finos que con el algodón, y además ceden relativamente poco cuando se mojan. El acero por su parte brindaba la máxima resistencia para un mínimo peso a un precio asequible.chinitos